# Polittico di San Pietro
Il Polittico di San Pietro è un dipinto a olio su tavola di Pietro Perugino, databile al 1496-1500 circa e conservato, nello scomparto centrale (Ascensione di Cristo) e nella cimasa (Eterno benedicente con cherubini e angeli), nel Musée des Beaux-Arts di Lione.

## Storia
Il polittico era originariamente collocato nell'abbazia di San Pietro a Perugia. Il contratto venne firmato da Perugino e l'abate Lattanzio di Giuliano da Firenze in data 8 marzo 1495, e comprendeva vari pannelli da inserire in una grandiosa macchina d'altare, con una cornice lignea architettonica predisposta da Giovanni Domenico da Verona. La tavola principale doveva essere dedicata all'Ascensione di Cristo, con una lunetta con l'Eterno in gloria tra angeli, mentre la predella non era ancora esattamente definita, il tutto per un compenso di 500 ducati d'oro e un termine di consegna massimo di due anni e mezzo.
I vari pannelli vennero dipinti tra il gennaio 1496 e la fine del 1499, con una solenne inaugurazione dell'altare il 13 gennaio 1500. Del polittico, Giorgio Vasari lodò soprattutto la predella, che descrisse come la migliore opera esistente dell'artista a Perugia.
Nel 1591 si ebbe una radicale ristrutturazione del coro della chiesa, che necessitò lo smantellamento dell'altare. Perduta la cornice originaria, le tavole vennero destinate a vari ambienti della chiesa e della sagrestia. Con le soppressioni seguite alle spoliazioni napoleoniche del 1797 l'opera venne trafugata, finendo divisa tra più musei francesi, mentre alcuni pannelli rimasero a Perugia o confluirono, grazie al recupero che ne fece Antonio Canova dalla Francia, nelle raccolte papali a Roma. La parte centrale in particolare finì a Rouen per concessione di Pio VII nel 1816.

## Descrizione
Il polittico era composto da:
- Ascensione, 280x216 cm, Lione, Musée des Beaux-Arts
- Eterno benedicente con cherubini e angeli, dalla cimasa, 114x230 cm, Lione, Musée des Beaux-Arts
- Tondo di Geremia, diametro 127 cm, Nantes, Musée des Beaux-Arts
- Tondo di Isaia, diametro 127 cm, Nantes, Musée des Beaux-Arts
- Adorazione dei Magi, dalla predella, 32x59 cm, Rouen, Musée des Beaux-Arts
- Battesimo di Cristo, dalla predella, 32x59 cm, Rouen, Musée des Beaux-Arts
- Resurrezione, dalla predella, 32x59 cm, Rouen, Musée des Beaux-Arts
- Sant'Ercolano, dalla predella, Perugia, 32x38 cm, Galleria nazionale dell'Umbria
- San Costanzo, dalla predella, Perugia, 32x38 cm, Galleria nazionale dell'Umbria
- San Mauro, sulle basi delle colonne, 32x38 cm, Perugia, Galleria nazionale dell'Umbria
- San Pietro Vincioli, sulle basi delle colonne, 33x28,5 cm, Perugia, Galleria nazionale dell'Umbria
- Santa Scolastica, sulle basi delle colonne, 32x28 cm, Perugia, Galleria nazionale dell'Umbria
- San Benedetto, sulle basi delle colonne, 33,5x26 cm, Roma, Pinacoteca Vaticana
- Santa Giustina di Padova, sulle basi delle colonne, 35x26 cm, Roma, Pinacoteca Vaticana
- San Placido, sulle basi delle colonne, 33,5x30 cm, Roma, Pinacoteca Vaticana

La cimasa era separata dalla pala principale da una cornice, come lo era anticamente nella Pala di Vallombrosa. Ai lati si trovavano due colonne che sostenevano il coronamento ad arco della cornice, sulle cui basi, a forma di parallelepipedo, trovavano spazio tre pannelli con Santi ciascuna. Queste tavolette erano unificate da un medesimo sfondo, con una sorta di parapetto marmoreo su uno sfondo blu. Inoltre si trovavano, ai lati delle tre tavolette della predella con Storie di Cristo, i due santi protettori di Perugia, Ercolano e Costanzo.

## Stile
Il polittico, compiuto immediatamente prima degli affreschi della Sala delle Udienze del Collegio del Cambio, dimostra il raggiungimento della pienezza di forme nell'arte del pittore, con una rotondità del modellato che preannuncia già alcuni aspetti dell'arte di Raffaello, il suo allievo più illustre. Le figure disegnate hanno una linea delicata, raffinata e leggera; il cielo è verosimile con una parte chiara (basso) e una scura (alto).

## Possibile ricostruzione
|  |  |  |  |  |  |  |
|  |  |  |  |  |  |  |
|  |  |  |  |  |  |  |